# NGC 1384
NGC 1384 est une galaxie spirale relativement éloignée et située dans la constellation du Taureau. NGC 1384 a été découverte par l'astronome allemand Albert Marth en 1864.

## Caractéristiques
Sa vitesse par rapport au fond diffus cosmologique est de 9 664 ± 11 km/s, ce qui correspond à une distance de Hubble de 143 ± 10 Mpc (∼466 millions d'al).
À ce jour, trois mesures non basées sur le décalage vers le rouge (redshift) donnent une distance de 99,733 ± 5,405 Mpc (∼325 millions d'al), ce qui est à l'extérieur des valeurs de la distance de Hubble.
NGC 1384 présente une large raie HI.